# Lâm Thị Mỹ Dạ
Lâm Thị Mỹ Dạ (18 tháng 9 năm 1949 – 6 tháng 7 năm 2023) là một cố nhà thơ người Việt Nam. Bà được tặng Giải thưởng Nhà nước về Văn học nghệ thuật năm 2007.

## Tiểu sử
Lâm Thị Mỹ Dạ sinh ngày 18 tháng 9 năm 1949 tại huyện Lệ Thủy, tỉnh Quảng Bình. Bà làm việc tại Ty văn hóa Quảng Bình, năm 1978 đến 1983 học Trường viết văn Nguyễn Du. Sau đó bà làm phóng viên, biên tập viên tạp chí Sông Hương (của Hội liên hiệp Văn học nghệ thuật Thừa Thiên-Huế). Lâm Thị Mỹ Dạ là ủy viên Ban chấp hành Hội Văn học Nghệ thuật Thừa Thiên – Huế, hội viên Hội Nhà văn Việt Nam, ủy viên Ban Chấp hành Hội Nhà văn Việt Nam khóa III, ủy viên Hội đồng thơ, Hội Nhà văn Việt Nam khóa V. Chồng bà Hoàng Phủ Ngọc Tường cũng là một nhà văn, nhà thơ có tiếng ở Việt Nam.
Bà qua đời lúc 5 giờ sáng ngày 6 tháng 7 năm 2023 tại nhà riêng ở quận Bình Thạnh, TP.HCM sau 14 năm mắc bệnh Alzheimer. Chồng bà cũng qua đời chỉ 18 ngày sau đó.
Linh cữu của bà được hoả táng vào ngày 9 tháng 7 năm 2023 ở Phúc An Viên, TP. Thủ Đức.

## Giải thưởng
- Giải nhất cuộc thi thơ báo Văn nghệ 1972-1973
- Giải thưởng Văn học của Hội Nhà văn Việt Nam 1981-1983
- Giải thưởng Nhà nước về văn học nghệ thuật với các tập thơ: Đề tặng một giấc mơ (1988), Trái tim sinh nở (1974), Bài thơ không năm tháng (1983)

## Tác phẩm chính
- Trái tim sinh nở (thơ, 1974)
- Bài thơ không năm tháng (thơ, 1983)
- Danh ca của đất (truyện thiếu nhi, 1984)
- Nai con và dòng suối (truyện thiếu nhi, 1987)
- Phần thưởng muôn đời (truyện thiếu nhi, 1987)
- Hái tuổi em đầy tay (thơ, 1989)
- Nhạc sĩ Phượng Hoàng (truyện thiếu nhi, 1989)
- Mẹ và con (thơ, 1994)
- Đề tặng một giấc mơ (thơ, 1998)
- Cốm non (thơ, 2005)
- Tuyển tập thơ và truyện thiếu nhi (2006)
- Hồn đầy hoa cúc dại (thơ, 2007)
- Khoảng trời – hố bom (thơ, 1972)
- Chuyện cổ nước mình (thơ , 1979)
- Một tập thơ gồm 56 bài do bà tự tuyển chọn trong những tập thơ đã xuất bản của mình được Nhà xuất bản Curbstone[8] dịch sang tiếng Anh và phát hành năm 2005.

## Thành tựu nghệ thuật
Nhà thơ, nhà nghiên cứu văn học Hồ Thế Hà đã viết: "Thơ Lâm Thị Mỹ Dạ giàu ý tứ. Tứ thơ bao giờ cũng là bất ngờ. Hình như không tạo được tứ lạ thì bài thơ vẫn còn trong dự tưởng.". Nhà thơ Ngô Văn Phú cũng nhận định: "Thơ Lâm Thị Mỹ Dạ hay ở những chỗ bất thần, ngơ ngác và những rung cảm đầy nữ tính." Những bài thơ Truyện cổ nước mình, Khoảng trời – hố bom của bà được giảng dạy trong chương trình tiếng Việt, văn học phổ thông của Việt Nam.

## Thông tin thêm
Cha Lâm Thị Mỹ Dạ, ông Lâm Thanh đã từng tham gia Việt Minh và đến năm 1949 vào Sài Gòn sinh sống. Năm 1954, ông định đưa cả gia đình vào đây nhưng vợ ông, bà Lý Thị Đấu không thể mang Lâm Thị Mỹ Dạ đi theo được vì phải chăm sóc mẹ già và em gái. Mặc dù sau khi đất nước thống nhất ông đã được nhận bằng khen của Thủ tướng chính phủ vì đã có công với cách mạng trong thời gian sinh sống ở Sài Gòn, nhưng do hoạt động bí mật nên trong suốt thời gian trước đó, ở quê ông bị hiểu lầm là "theo địch vào Nam". Mẹ Lâm Thị Mỹ Dạ đã từng học tiểu học bằng tiếng Pháp, thời còn trẻ đã từng bán hàng cho các đồn lính Pháp nên khi cải cách ruộng đất bà bị nghi là gián điệp do "địch cài lại". Do cha bị hiểu lầm là đầu hàng địch, cộng thêm với việc ông nội là đại địa chủ nên trong những năm tuổi thơ, Lâm Thị Mỹ Dạ bị bạn bè, người quen nghi kỵ, xa lánh. Mặc dù đã học xong cấp III nhưng bà không được học tiếp bậc cao hơn do vấn đề lý lịch